# Julius Becker (Amokläufer)

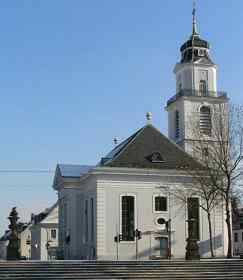
Die Tat ereignete sich in der heutigen Friedenskirche in Saarbrücken, wo das Gymnasium untergebracht war.

Julius Becker (* 3. Januar 1853 in Saarbrücken; † nach 1905) schoss am 25. Mai 1871 auf zwei Mitschüler am Saarbrücker Gymnasium (heute: Ludwigsgymnasium). Die Tat wurde von Peter Wettmann-Jungblut in einem Aufsatz als „‚Prototyp‘ des School Shootings“ bezeichnet. Zudem zog er Parallelen zu den vergleichbaren Taten von Winnenden, Erfurt und Littleton. Die Tat, die einen deutlichen zeitlichen Abstand zu ähnlichen Amoktaten von Schülern zeigt, geriet lange in Vergessenheit.

## Hintergrund
Das Saarbrücker Gymnasium war zwischen 1820 und 1891 im Ober- und Dachgeschoss der Garnisonkirche (heute: Friedenskirche) untergebracht. Im Schuljahr der Tat, wenige Monate nach dem für die Stadt geschichtsträchtigen Ereignis der Schlacht bei Spichern, besuchten acht Schüler die Prima des Gymnasiums.
Julius Becker stammte aus einer angesehenen Saarbrücker Familie. Der Vater war Rechnungsrat bei der Königlichen Eisenbahn. Ab 1850 war er mit der Mutter von Julius Becker, einer Witwe aus einer Bäcker- und Wirtsfamilie, verheiratet. Julius Becker galt an der Schule als Sonderling und Einzelgänger. Überliefert sind Gedichtsduelle mit Leonhard Kraushaar, einem älteren Schüler, der zum Tatzeitpunkt als Soldat diente. Bei diesen Duellen trug einer ein Gedicht vor und der jeweils andere versuchte, in möglichst despektierlicher Weise am nächsten Tag oder nach Überlegungszeit zu kontern. Becker verlor diese in regelmäßiger Folge und unter dem höhnenden Beifall seiner Schulkameraden. Zudem wurde er von seinen Mitschülern gehänselt und zum Teil gedemütigt. Im Nachgang seiner Tat wurde er von Mitschülern und Lehrern als „hochmütig, eingebildet und hoffärtig“, aber auch als „sprunghaft und äußerst misstrauisch“ beschrieben.: S. 27 Hinzu kam Geltungsdrang sowie Selbstüberschätzung. Sein Verhalten deutet laut Wettmann-Jungbluth auf eine narzisstische Persönlichkeitsstörung hin.
Ein Jahr vor der Tat geriet Becker mit seinem Mitschüler Gustav Eybisch mehrfach aneinander. Dieser hatte ihn wohl mit einer Kreidezeichnung verhöhnt. Becker hatte ihm daraufhin Rache geschworen. Neben Beckers Konflikten mit seinen Mitschülern verschlechterten sich auch seine Schulnoten.

## Tat
Am 25. Mai 1871 wurde Beckers Vater schriftlich über den Leistungsabfall seines Sohnes informiert. Der Vater konfrontierte ihn daraufhin in der Mittagspause mit dem Schreiben. Vor Beginn des Nachmittagsunterrichts lud der Schüler einen sechsläufigen Taschenrevolver, den er am 10. Mai legal bei einem Büchsenmacher erstanden hatte; erst 1922 wurden gesetzliche Besitzbeschränkungen eingeführt. Nach der ersten Stunde schoss er ohne Vorwarnung dreimal auf den Kopf seines Mitschülers Gustav Eybisch. Er traf ihn am rechten Scheitelbein, hinter dem rechten Ohr und mit einem Streifschuss am rechten Augenlid. Je ein weiterer Schuss traf Adolph Brandt am rechten Scheitelbein und am linken Oberarm. Becker feuerte einen weiteren Schuss ab, wobei unklar ist, ob der Revolver versagte oder der Schuss fehlging und in die Wand einschlug. Becker ließ sich daraufhin neben Eybisch nieder und rief dem panisch flüchtenden Rest der Klasse hinterher, sie sollten die Polizei rufen. Becker ließ sich dann widerstandslos festnehmen.
Sowohl Eybisch als auch Brandt überlebten schwerverletzt. Adolph Brandt musste länger aussetzen und konnte sein Abitur erst ein Jahr später ablegen. Eybisch verlor für kurze Zeit die Sehfähigkeit auf dem rechten Auge, konnte aber die Schule nach fünf Wochen wieder besuchen. Brandt schilderte den Fall 1910 in einem Buch von Wilhelm Glabbach.

## Prozess
Julius Becker blieb sechs Monate in Untersuchungshaft und wurde am 15. November 1871 vor einem Assisengericht des versuchten Mordes und des versuchten Totschlags angeklagt. Der Prozess, zu dem zahlreiche Zeugen und Sachverständige zum Teil widersprüchliche Aussagen machten, hatte vor allem die Frage zu klären, ob die Tat vorsätzlich begangen wurde und ob Becker schuld- und zurechnungsfähig war. Becker wurde von Heinrich Boltz verteidigt, der darauf plädierte, dass sein Mandant zum Tatzeitpunkt keine völlig freie Willensbestimmung gehabt habe. Er sei vielmehr „Gegenstand einer systematischen Missachtung und Verfolgung“ (Boltz, zitiert nach: S. 30) gewesen und sei schon von früher Jugend an von seinen Mitmenschen gemieden worden. Becker widerrief während der Gerichtsverhandlung ein Geständnis und gab an, vom Lachen seiner Mitschüler gereizt worden zu sein und dann im Affekt gehandelt zu haben. Die Geschworenen plädierten auf eine zeitweilige Unzurechnungsfähigkeit des Angeklagten und sprachen ihn frei.

## Julius Beckers weiteres Leben
Becker selbst litt zeit seines restlichen Lebens unter seinen Taten. Er kehrte nie wieder an das Saarbrücker Gymnasium zurück und galt in seiner Umgebung seitdem als „harmloser Irrer“,: S. 31 der bei seinem Vater lebte. Seine Mutter starb bereits kurz nach dem Vorfall im Alter von 50 Jahren. Becker konnte bereits im Juli 1872 sein Abitur erfolgreich am Großherzoglichen Wormser Gymnasium (heute Rudi-Stephan-Gymnasium) ablegen, an das er im Winter 1871 wechselte.: S. 53 Da Worms nicht zu Preußen gehörte, sondern Teil des Großherzogtums Hessen war, lagen hier keine Berichte der Tat vor. Nach seinem Abitur begann er ein Studium der Bauwissenschaften am Polytechnikum in Karlsruhe, von wo er bereits nach wenigen Monaten verschwand und daraufhin zum ersten Mal im Dezember 1872 in die Privat-Nervenheilanstalt des Dr. Erlenmeyers in Bendorf eingewiesen wurde.: S. 54 Vier Jahre später kam er in die damals noch neue Rheinische Provinzial Irrenanstalt Merzig. Weitere Anstaltsaufenthalte folgten in Pforzheim, Bendorf, Pützchen und Andernach. Nach 1905 verliert sich Beckers Spur. Wann und wo er starb, ist unbekannt.

## Nachwirkungen
Über den Fall wurde zum Zeitpunkt der Tat und während des Gerichtsprozesses berichtet, nicht nur in der Saarbrücker Tagespresse, sondern auch über Saarbrücken hinaus. Er wurde als merkwürdiger Rechtsfall betrachtet und wie ein kleiner Skandal in der Boulevardpresse aufgegriffen. Eine öffentliche Reaktion blieb jedoch weitestgehend aus. Es handelte sich um einen Einzelfall, der keine Nachahmer anzog.